# Lengenwang
Lengenwang est une commune de Bavière (Allemagne), située dans l'arrondissement d'Ostallgäu, dans le district de Souabe.